# Star (automobile)
Cet article concerne de l'automobile Americaine. Pour l'article sur la Star Car Company Britannique, voir Star Motor Company. Pour le constructeur automobile italien S. T. A. R. (connu sous le nom 'Rapid'), voir Società Torinese Automobili Rapide. Pour les autres significations, voir Star.

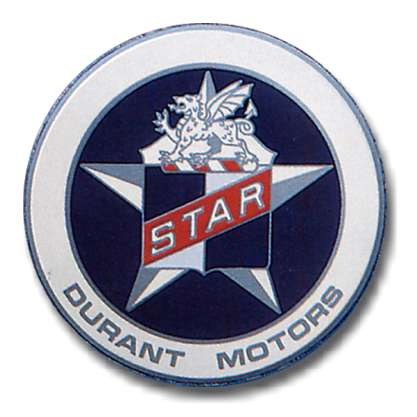
L'un des logos utilisés par Durand Motors Star automobiles

La Star a été une marque automobile assemblée par la Durant Motors Company entre 1922 et 1928. Aussi connue comme la Star Car, la Star a été vue comme une concurrente de la Ford Modèle T. (Au royaume-Uni, elle fut vendue sous le nom Rugby, pour éviter la confusion avec la marque britannique.)

## La Production

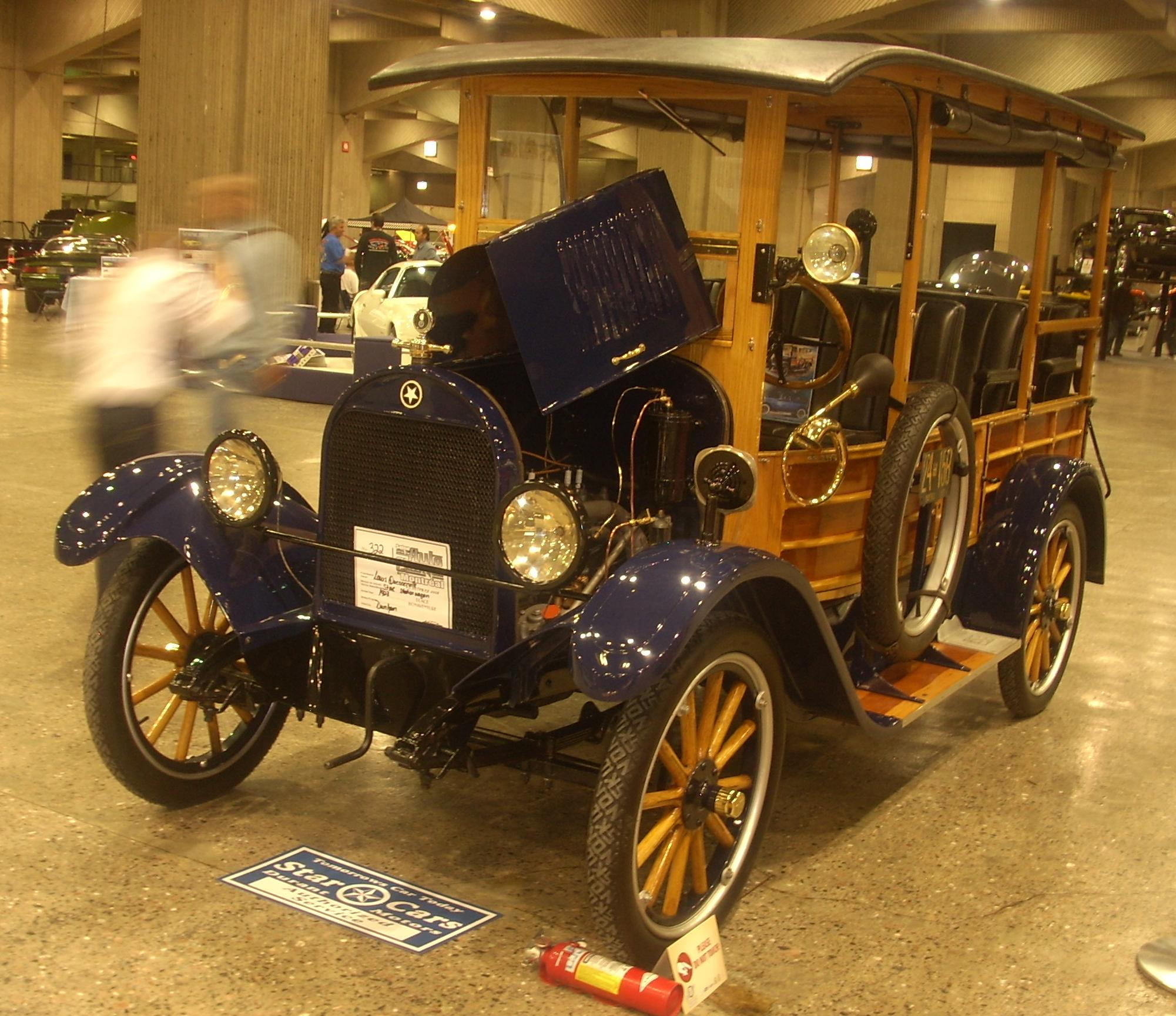
1923 Star Four Model C Station Wagon

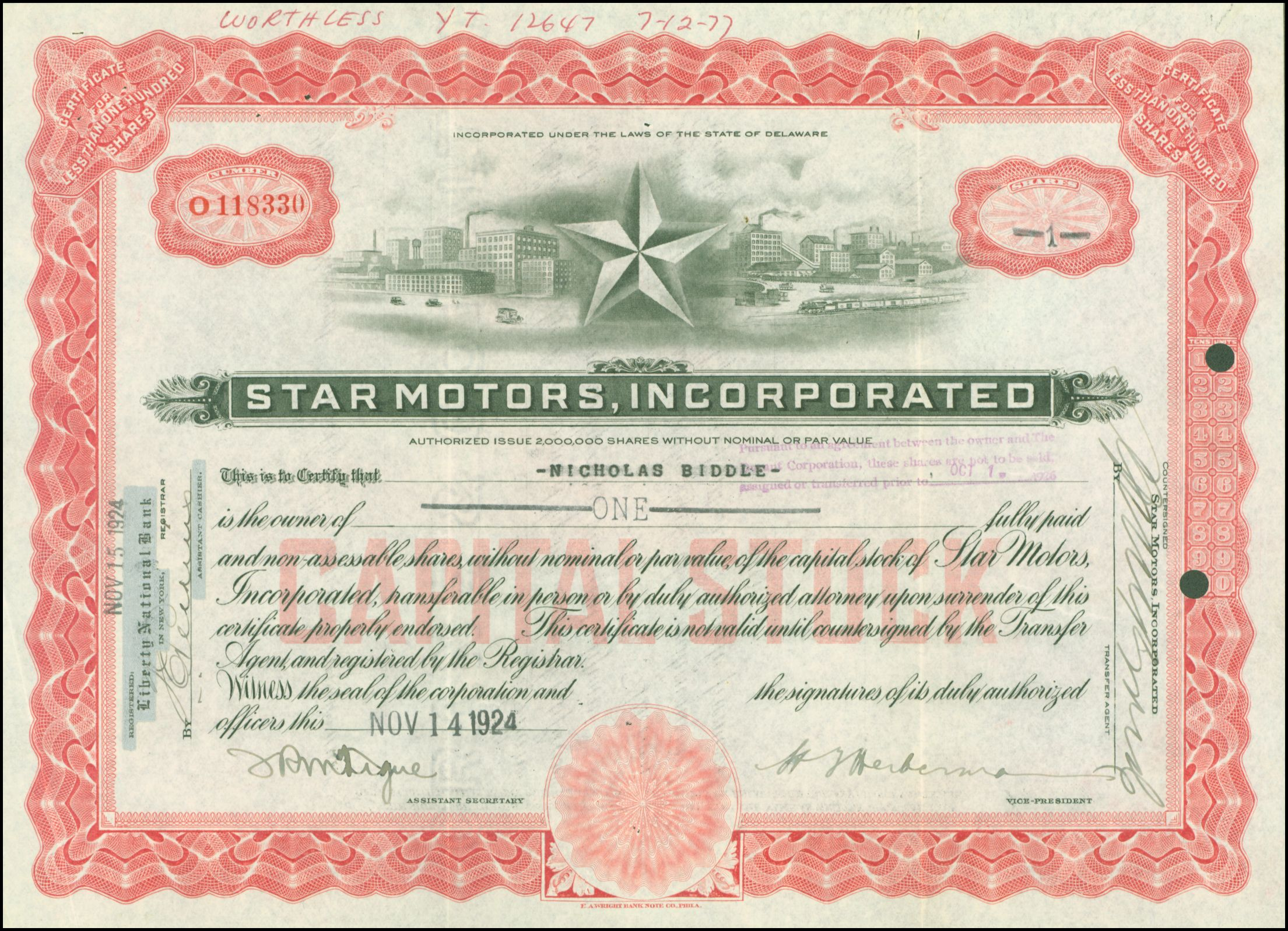
Action de la Star Motors, Inc. en date du 14 novembre 1924

Comme les autres produits de la Durant Motors Company, la Star fut une voiture "assemblée", construite à partir de pièces fournies par différentes sociétés externes. À l'origine, les Star étaient propulsées par un moteur quatre-cylindres, en 1926 fut introduit un moteur six-cylindres. Tous les moteurs installés à l'usine furent construits par Continental (en).
En 1923, la Star fut le premier constructeur automobile à proposer une station wagon d'usine (au lieu d'expédier un châssis chez un carrossier).
Au début de 1928, la Star est connue comme la Durant Star et uniquement disponible avec un moteur à quatre cylindres. La voiture fut remplacée dans la seconde moitié de l'année par la Durant-4.